# 琉球海上保安庁
琉球海上保安庁（りゅうきゅうかいじょうほあんちょう）は、海上の安全の確保を図ることを任務とする琉球政府通商産業局の外局で1971年9月に発足した。日本における海上保安庁に相当し、職員数は46人である。1972年5月の本土復帰とともに海上保安庁の「第十一管区海上保安本部」となった。

## 発足までの経緯
琉球政府には海上保安業務を行う統一的機関が存在しておらず、海上における警備救難業務を琉球警察が担当した他、航路標識業務は工務交通局（後に通商産業局）が担当していた。また、琉球政府内に担当部署がない水路業務については日本の海上保安庁が航空磁気測量を行い、米国政府管理下にあった一部の航路標識はアメリカ沿岸警備隊が担当していた。そこで、日本復帰が正式に決まると、海上保安庁への移管を問題なく行うために琉球海上保安庁が設立された。
設立に先立ち、1970年10月には、設立準備のために日本の海上保安庁職員2名が沖縄に派遣された。1972年1月には、従来実施していなかった水路測量業務のため海上保安庁水路部より職員1名が派遣された。また、同年2月には離島での急患輸送業務のため、厚生局に石垣医療航空事務所（後の海上保安庁石垣航空基地）が開設され、海上保安庁職員2名が技術援助のため派遣された。発足後には日本の海上保安官が海上保安指導官として指導にあたった。
一方、海上保安庁の本庁内には、同年2月1日付で第十一管区海上保安本部設置準備室が設置され、第十一管区海上保安本部の設置準備にあたった。

## 業務

### 救難業務
沖縄諮詢会保安部の発足以来、海上における警備救難業務は全て琉球警察が行ってきた。琉球海上保安庁の設立後、救難業務については琉球海上保安庁の所管となった。しかし、警備業務は琉球警察が引き続き担当し、琉球海上保安庁職員には司法警察権が付与されなかった。

### 水路業務
琉球海上保安庁の発足前、水路業務については琉球政府のもとでは全く実施されていなかった。本土の海上保安庁が沖縄周辺海域で部分的に実施していたに過ぎなかった。

### 航路標識業務
戦後、航路標識は全てアメリカ沿岸警備隊が管理していた。1953年に59基の航路標識が琉球政府に移管され、工務交通局海務課港政係員に巡回保守点検を行わせた。琉球海上保安庁発足後は、同庁灯台課によって管理された。なお、アメリカが所管する航路標識については、アメリカ沿岸警備隊が那覇軍港に常駐し管理していた。

## 所属船舶
琉球警察本部に所属していた2隻の救難艇のうち、「おきなわ」（1970年10月竣工。日本の海上保安庁のやはぎ型巡視船（改350トン型）と同型）が琉球海上保安庁に移管され、使用された。なお、もう一隻の救難艇「ちとせ」（1963年12月竣工。日本の「ひだか」型巡視船（130ｔ型）と同型）は、日本復帰まで引き続き琉球警察本部に所属し、復帰後に海上保安庁に編入。「のばる」に改名し、第十一管区海上保安本部に配属された。